# 2009–2010-es magyar női labdarúgó-bajnokság (másodosztály)
A magyar női labdarúgó-bajnokság másodosztályában 2009–2010-ben tizenhárom csapat küzdött a bajnoki címért két csoportban. A bajnoki címet a Nyugati csoportban a Nagykutas NLSE, a Keleti csoportban a Hegyvidék SE szerezte meg és jutott az NB I-be.

## Végeredmény

### Nyugati csoport
| #  | Csapat                | M  | GY | D | V  | G+ – G– | GK   | P  | Megjegyzések |
| -- | --------------------- | -- | -- | - | -- | ------- | ---- | -- | ------------ |
| 1. | Nagykutas NLSE        | 24 | 22 | 1 | 1  | 144–17  | +127 | 67 | NB I         |
| 2. | Soproni FAC           | 24 | 18 | 2 | 4  | 116–33  | +83  | 56 |              |
| 3. | Somogyjád SZKKSE      | 24 | 13 | 5 | 6  | 99–48   | +51  | 44 |              |
| 4. | Veszprém              | 23 | 8  | 3 | 12 | 47–78   | −31  | 27 |              |
| 5. | Pécsi VSK             | 23 | 7  | 3 | 13 | 44–77   | −33  | 24 |              |
| 6. | Szigetvári Vasas SC   | 22 | 2  | 0 | 20 | 10–144  | −134 | 6  |              |
| 7. | Fészek Csempebolt NFK | 0  | 0  | 0 | 0  | 0–0     | 0    | 0  | törölve      |

### Keleti csoport
| #  | Csapat                | M  | GY | D | V  | G+ – G– | GK   | P  | Megjegyzések |
| -- | --------------------- | -- | -- | - | -- | ------- | ---- | -- | ------------ |
| 1. | Hegyvidék SE          | 24 | 21 | 3 | 0  | 135–35  | +100 | 62 | NB I         |
| 2. | Szegedi AK            | 23 | 16 | 3 | 4  | 79–31   | +48  | 51 |              |
| 3. | Nyírség NSC           | 24 | 12 | 4 | 8  | 60–53   | +7   | 40 |              |
| 4. | Nyíregyháza Spartacus | 24 | 11 | 3 | 10 | 57–56   | +1   | 36 |              |
| 5. | Dorogi Egyetértés SE  | 24 | 8  | 1 | 15 | 35–71   | −36  | 25 |              |
| 6. | Holcim SC-Miskolc     | 23 | 2  | 0 | 21 | 25–116  | −91  | 6  |              |
| 7. | Gyulai Amazonok       | 0  | 0  | 0 | 0  | 0–0     | 0    | 0  | visszalépett |

## A góllövőlista élmezőnye
| Gól                                | Név              | Csapat               |
| ---------------------------------- | ---------------- | -------------------- |
| 41                                 | Várkonyi Orsolya | Soproni FAC          |
| 40                                 | Végh Renáta      | Nagykutas NLSE       |
| 28                                 | Mátyás Noémi     | Somogyjád SZKKSE     |
| 22                                 | Bogyai Alexandra | Somogyjád SZKKSE     |
| 18                                 | Véninger Tünde   | Gizella Veszprémi SE |
| 18                                 | Szekeres Katalin | Nagykutas NLSE       |
| 18                                 | Szőke Zita       | Soproni FAC          |
| Utolsó frissítés: 2010. június 30. |                  |                      |
| Forrás:MLSZ adatbank               |                  |                      |

| Gól                                | Név                  | Csapat       |
| ---------------------------------- | -------------------- | ------------ |
| 28                                 | Dénes Dorottya       | Hegyvidék SE |
| 19                                 | Zimányi Kovács Anikó | Szegedi AK   |
| 19                                 | Boros Edina          | Nyírség NSC  |
| 18                                 | Külüs Zsuzsanna      | Hegyvidék SE |
| 14                                 | Staar Gabriella      | Hegyvidék SE |
| 14                                 | Papp Éva             | Hegyvidék SE |
| 14                                 | Szolga Judit         | Szegedi AK   |
| Utolsó frissítés: 2010. június 30. |                      |              |
| Forrás:MLSZ adatbank               |                      |              |